# Olympische Sommerspiele 2000/Teilnehmer (Slowakei)
| Gelbes Symbol für Goldmedaillen mit stilisierten Olympischen Ringen | Graues Symbol für Silbermedaillen mit stilisierten Olympischen Ringen | Braundes Symbol für Bronzemedaillen mit stilisierten Olympischen Ringen |
| ------------------------------------------------------------------- | --------------------------------------------------------------------- | ----------------------------------------------------------------------- |
| 1                                                                   | 3                                                                     | 1                                                                       |

Die Slowakei nahm an den Olympischen Sommerspielen 2000 in Sydney teil.
108 Athleten, davon 81 Männer und 27 Frauen, traten in insgesamt 63 Wettkämpfen in sechzehn Sportarten an. Insgesamt wurden eine Goldmedaille, drei Silbermedaillen und eine Bronzemedaille gewonnen, womit die Slowakei im Medaillenspiegel den 39. Platz belegte. Fahnenträger bei der Eröffnungsfeier war der Kanute Slavomír Kňazovický.

## Medaillengewinner

### Gold
| Name                                    | Sportart | Wettkampf                       |
| --------------------------------------- | -------- | ------------------------------- |
| Pavol Hochschorner & Peter Hochschorner | Kanu     | Männer, Canadier-Zweier, Slalom |

### Silber
| Name              | Sportart  | Wettkampf                                                    |
| ----------------- | --------- | ------------------------------------------------------------ |
| Martina Moravcová | Schwimmen | Frauen, 200 Meter Freistil & Frauen, 100 Meter Schmetterling |
| Michal Martikán   | Kanusport | Männer, Canadier-Einer, Slalom                               |

### Bronze
| Name         | Sportart  | Wettkampf                      |
| ------------ | --------- | ------------------------------ |
| Juraj Minčík | Kanusport | Männer, Canadier-Einer, Slalom |

## Teilnehmer nach Sportarten

### Basketball
- Damenturnier
7. Platz
- Kader
Slávka Frniaková
Martina Godályová
Renáta Hiráková
Dagmar Huťková
Anna Janoštinová-Kotočová
Marcela Kalistová
Alena Kováčová
Lívia Libičová
Jana Lichnerová
Martina Luptáková
Katarína Poláková
Zuzana Žirková

### Fußball
- Männerturnier
Vorrunde
- Kader
1 Kamil Čontofalský
2 Marián Čišovský
3 Miroslav Drobňák
4 Peter Hlinka
5 Peter Lérant
6 Miloš Krško
7 Karol Kisel
8 Michal Pančík
9 Juraj Czinege
10 Miroslav Barčík
11 Ján Šlahor
12 Martin Petráš
13 Martin Vyskoč
14 Andrej Šupka
15 Marek Mintál
16 Radoslav Kráľ
17 Andrej Porázik
18 Martin Lipčák
19 Tomáš Oravec (ohne Einsatz)
20 Vratislav Greško (ohne Einsatz)
21 Ján Mucha (ohne Einsatz)
- Trainer
Dušan Radolský

### Gewichtheben
- Dagmar Daneková
Frauen, Leichtgewicht: 9. Platz

### Judo
- Marek Matuszek
Männer, Extraleichtgewicht: 9. Platz

### Kanu
- Juraj Bača
Männer, Kayak-Zweier, 500 Meter: Halbfinale
Männer, Kayak-Zweier, 1000 Meter: 6. Platz
- Róbert Erban
Männer, Kayak-Einer: 500 Meter: Halbfinale
Männer, Kayak-Vierer: 4. Platz
- Marcela Erbanová
Frauen, Kayak-Einer, 500 Meter: Halbfinale
- Pavol Hochschorner
Männer, Canadier-Zweier, Slalom: Gold
- Peter Hochschorner
Männer, Canadier-Zweier, Slalom: Gold
- Elena Kaliská
Frauen, Kayak-Einer, Slalom: 4. Platz
- Slavomír Kňazovický
Männer, Canadier-Einer, 500 Meter: 5. Platz
- Ján Kubica
Männer, Canadier-Zweier, 500 Meter: Halbfinale
Männer, Canadier-Zweier, 1000 Meter: Halbfinale
- Rastislav Kužel
Männer, Kayak-Einer, 1000 Meter: Halbfinale
- Michal Martikán
Männer, Canadier-Einer, Slalom: Silber
- Juraj Minčík
Männer, Canadier-Einer, Slalom: Bronze
- Peter Nagy
Männer, Kayak-Einer, Slalom: 12. Platz
- Mário Ostrčil
Männer, Canadier-Zweier, 500 Meter: Halbfinale
Männer, Canadier-Zweier, 1000 Meter: Halbfinale
- Peter Páleš
Männer, Canadier-Einer, 1000 Meter: 9. Platz
- Michal Riszdorfer
Männer, Kayak-Zweier, 500 Meter: Halbfinale
Männer, Kayak-Zweier, 1000 Meter: 6. Platz
- Richard Riszdorfer
Männer, Kayak-Vierer: 4. Platz
- Gabriela Stacherová
Frauen, Kayak-Einer, Slalom: 11. Platz
- Juraj Tarr
Männer, Kayak-Vierer: 4. Platz
- Erik Vlček
Männer, Kayak-Vierer: 4. Platz

### Leichtathletik
- Štefan Balošák
Männer, 400 Meter: Vorläufe
Männer, 4 × 400 Meter: Vorläufe
- Zuzana Blažeková
Frauen, 20 Kilometer Gehen: 43. Platz
- Marián Bokor
Männer, Speerwurf: 27. Platz in der Qualifikation
- Libor Charfreitag
Männer, Hammerwurf: 30. Platz in der Qualifikation
- Milan Haborák
Männer, Kugelstoßen: 11. Platz
- Radoslav Holúbek
Männer, 400 Meter Hürden: Vorläufe
Männer, 4 × 400 Meter: Vorläufe
- Igor Kollár
Männer, 20 Kilometer Gehen: 31. Platz
- Mikuláš Konopka
Männer, Kugelstoßen: 23. Platz in der Qualifikation
- Miloslav Konopka
Männer, Hammerwurf: 32. Platz in der Qualifikation
- Peter Korčok
Männer, 50 Kilometer Gehen: 23. Platz
- Marcel Lopuchovský
Männer, 4 × 400 Meter: Vorläufe
- Štefan Malík
Männer, 50 Kilometer Gehen: 20. Platz
- Róbert Štefko
Männer, Marathon: DNF
- Peter Tichý
Männer, 50 Kilometer Gehen: 17. Platz
- Róbert Valíček
Männer, 20 Kilometer Gehen: 41. Platz
- Marián Vanderka
Männer, 200 Meter: Vorläufe
Männer, 4 × 400 Meter: Vorläufe

### Radsport
- Peter Bazálik
Männer, Sprint, Mannschaft: 6. Platz
- Roman Broniš
Männer, Straßenrennen: DNF
- Milan Dvorščík
Männer, Straßenrennen: 86. Platz
- Jaroslav Jeřábek
Männer, Keirin: 2. Runde
Männer, Sprint, Mannschaft: 6. Platz
- Ján Lepka
Männer, Sprint, Einzel: 2. Runde
Männer, Sprint, Mannschaft: 6. Platz
- Róbert Nagy
Männer, Straßenrennen: DNF
- Martin Riška
Männer, Straßenrennen: 89. Platz

### Ringen
- Andrej Fašánek
Männer, Federgewicht, Freistil: 16. Platz
- Štefan Fernyák
Männer, Leichtgewicht, Freistil: 8. Platz
- Radion Kertanti
Männer, Mittelgewicht, Freistil: 15. Platz
- Peter Pecha
Männer, Superschwergewicht, Freistil: 16. Platz

### Rudern
- Ján Žiška
Männer, Einer: 10. Platz

### Schießen
- Ján Fabo
Männer, Luftpistole: 17. Platz
Männer, Freie Pistole: 27. Platz
- Jozef Gönci
Männer, Luftgewehr: 11. Platz
Männer, Kleinkaliber, Dreistellungskampf: 8. Platz
- Andrea Stranovská
Frauen, Skeet: 13. Platz

### Schwimmen
- Jana Korbasová
Frauen, 200 Meter Rücken: 27. Platz
Frauen, 400 Meter Lagen: 24. Platz
- Miroslav Machovič
Männer, 100 Meter Rücken: 28. Platz
Männer, 200 Meter Rücken: 31. Platz
- Martina Moravcová
Frauen, 50 Meter Freistil: 5. Platz
Frauen, 100 Meter Freistil: 5. Platz
Frauen, 200 Meter Freistil: Silber 
Frauen, 100 Meter Schmetterling: Silber
- Ivana Walterová
Frauen, 50 Meter Freistil: 30. Platz

### Segeln
- Patrik Pollák
Männer, Windsurfen: 26. Platz

### Synchronschwimmen
- Lívia Allárová & Lucia Allárová
Duett: 24. Platz

### Tennis
- Karina Habšudová
Frauen, Einzel: 9. Platz
Frauen, Doppel: 9. Platz
- Dominik Hrbatý
Männer, Einzel: 33. Platz
Männer, Doppel: 5. Platz
- Janette Husárová
Frauen, Doppel: 9. Platz
- Karol Kučera
Männer, Einzel: 17. Platz
Männer, Doppel: 5. Platz
- Henrieta Nagyová
Frauen, Einzel: 33. Platz

### Turnen
- Zuzana Sekerová
Frauen, Einzelmehrkampf: 59. Platz in der Qualifikation
Frauen, Boden, 81. Platz in der Qualifikation
Frauen, Pferd: 77. Platz in der Qualifikation
Frauen, Stufenbarren: 65. Platz in der Qualifikation
Frauen, Schwebebalken: 30. Platz in der Qualifikation

### Wasserball
- Männerturnier
12. Platz
- Kader
Karol Bačo
Sergej Charin
Milan Cipov
István Gergely
Michal Gogola
Gejza Gyurcsi
Jozef Hrošík
Róbert Káid
Martin Mravík
Alexander Nagy
Peter Nižný
Peter Veszelits
Juraj Zaťovič